# Мораренко Станіслав В'ячеславович
Станіслав В'ячеславович Мораренко (нар. 3 серпня 2001, с. Старокозаче, Білгород-Дністровський район, Одеська область, Україна) — український футболіст, півзахисник латвійського клубу «Гробіня».

## Життєпис
Народився в селі Старокозаче. Вихованець білгород-дністровської ДЮСШ. У ДЮФЛУ дебютував 2014 року в футболці донецького «Металурга». Окрім донеччан у вище вказаному турнірі також виступав за МФК «Миколаїв» та одеський «Чорноморець». Напередодні старту сезону 2018/19 переведений до юнацької команди «моряків», у тому ж сезоні дебютував й за «молодіжку» «Чорноморця». Першу половину сезону 2019/20 років провів в білгород-дністровському «Дністровці», який виступав в чемпіонаті Одеської області.
На початку січня 2020 року перейшов у «Колос», де виступав за молодіжну команду клубу. 6 червня 2020 року вперше потрапив до заявки першої команди ковалівського клубу, на матч проти луганської «Зорі» (0:1), але просидів усі 90 хвилин на лаві запасних. За першу команду «Колоса» дебютував 2 грудня 2020 року в переможному (4:0) виїзному поєдинку кубку України проти тернопільської «Ниви». Станіслав вийшов на поле на 70-ій хвилині, замінивши Павла Оріховського.
У лютому 2021 року перейшов в оренду до «Поділля». У футболці хмельницького клубу дебютував 25 березня 2021 року в переможному (4:1) домашньому поєдинку 14-го туру групи «А» Другої ліги України проти львівських «Карпат». Мораренко вийшов на поле на 78-ій хвилині, замінивши Дмитра Пріхну. Першим голом у професіональному футболі відзначився 11 червня 2021 року на 75-ій хвилині переможного (3:0) виїзного поєдинку 26-го туру Другої ліги проти «Епіцентру». Станіслав вийшов на поле в стартовому складі, а на 76-ій хвилині його замінив Владислав Прильопа. У сезоні 2020/21 «Поділля» здобуло срібні медалі Другої ліги та підвищилося в класі. У Першій лізі України дебютував 25 липня 2021 року в нічийному (0:0) домашньому поєдинку 1-го туру проти київської «Оболоні». Мораренко вийшов на поле в стартовому складі, а на 72-ій хвилині його замінив Станіслав Коваль.

## Досягнення
«Поділля» (Хмельницький)
- Друга ліга України:
  -  Срібний призер: 2020/21